# منطقة قاليور
جواليور رمزها «GW» (بالإنجليزية: Gwalior)‏ ، هو تقسيم إداري لدولة الهند تتبع ولاية مدية برديش (بالإنجليزية: Madhya  Pradesh)‏ ، مركزها هو مدينة جواليور (بالإنجليزية: Gwalior)‏ عدد سكانها حسب تعداد سنة 2001 هو 1,629,881 ، مساحتها 5,465 كم² وكثافة السكان 298 لكل كم² .